# أوانا بوندار
أوانا بوندار (بالرومانية: Oana Bondar)‏ مواليد 26 مارس 1983 في كلوج نابوكا، هي لاعبة كرة يد رومانية تلعب كوسط مدافع. مثلت منتخب رومانيا لكرة اليد للسيدات.

## سجل المنافسة
شاركت في البطولات التالية:
- بطولة أوروبا لكرة اليد للسيدات 2014

## الإنجازات
- الدوري الروماني لكرة اليد للسيدات:
  - الفوز: 2014
  - الميدالية الفضية: 2013

## روابط خارجية
- أوانا بوندار على موقع الاتحاد الأوروبي لكرة اليد (الإنجليزية)